# Federación de Fútbol de Guinea-Bisáu
La Federación de Fútbol de Guinea-Bisáu (en portugués: Federação de Futebol da Guiné-Bissau; abreviado FFGB) es el organismo rector del fútbol en Guinea-Bisáu. Fue fundada en 1974 y desde 1986 es miembro de la FIFA y de la CAF. Organiza el campeonato de Liga y de Copa, así como los partidos de la selección nacional en sus distintas categorías.